# 楊妙真
楊妙真（？—？），號四娘子，益都（今山东省青州市）人。金末紅襖軍領袖、武術家。
楊妙真是紅襖軍首領楊安兒之妹，人稱“楊姑姑”，善使梨花枪。南宋寧宗嘉定六年，金兵襲擊紅襖軍，楊安兒落海身亡，部眾便歸由楊妙真率領。後與以李全為首之義軍會合後不久，與李全結為夫妻，轉戰淮、莒縣、濰縣、臨胸縣一帶，繼續抗金。嘉定十一年（1218年），隨李全投降宋朝；屆時李全被封為京東路總管，不久又晉為招信軍節度使，夫妻雄霸一方。宋理宗紹定四年(西元1230年，一說1231年)，李全因兄長被殺而叛宋，攻打揚州陣亡。李全戰死後，餘眾仍由楊妙真率領，並退回山東力求自保，降蒙古。居數年後，因病而亡。
《續資治通鑑》卷一百六十錄有：「楊安兒妹紗真，號四娘子，勇悍善騎射。」
《宋史·叛臣传下·李全下》：「杨氏諭郑衍德等曰：二十年梨花枪，天下无敌手。今事势已去，撑拄不行。」 
戚继光《纪效新书·長槍總說》：“长枪之法，始於杨氏，谓之曰梨花，天下咸尚之。”